# داونتون آبي: حقبة جديدة
داونتون آبي: حقبة جديدة (بالإنجليزية: Downton Abbey: A New Era)‏ هو فيلم دراما تاريخي من بطولة ناتالي باي، هيو بونفيل، سامانثا بوند، لورا كارميشل وجيم كارتر. من المقرر صدور الفيلم في المملكة المتحدة في 29 أبريل 2022 وفي الولايات المتحدة وكندا في 20 مايو 2022.